# 3588 Kirik
3588 Kirik è un asteroide della fascia principale. Scoperto nel 1981, presenta un'orbita caratterizzata da un semiasse maggiore pari a 3,2197288 UA e da un'eccentricità di 0,2040127, inclinata di 6,33500° rispetto all'eclittica.